# Cola octoloboides
Cola octoloboides é uma espécie de angiospérmica da família Sterculiaceae.
Apenas pode ser encontrada no seguinte país: Quénia.
Está ameaçada por perda de habitat.